# Mistrovství světa ve vodním slalomu 2022
42. Mistrovství světa ve vodním slalomu 2022 se uskutečnilo ve dnech 26.–31. července 2022 na slalomové trati Eiskanal v Augsburgu v Německu. Pořádala jej Mezinárodní kanoistická federace.

## Muži
| Závod           | Zlato                                            | Zlato  | Stříbro                                                                | Stříbro | Bronz                                                    | Bronz  |
| --------------- | ------------------------------------------------ | ------ | ---------------------------------------------------------------------- | ------- | -------------------------------------------------------- | ------ |
| kánoe C1        | Německo Sideris Tasiadis                         | 101,05 | Slovensko Akexander Slafkovský                                         | 102,23  | Německo Franc Anton                                      | 102,66 |
| kánoe C1 hlídky | Slovinsko Benjamin Savšek Luka Božič Anže Berčič | 95,48  | Slovensko Matej Beňuš Marko Mirgorodský Alexander Slafkovský           | 98,42   | Itálie Roberto Colazingari Raffaello Ivaldi Paolo Ceccon | 100,64 |
| kajak K1        | Česko Vít Přindiš                                | 94,78  | Itálie Giovanni De Gennaro                                             | 95,49   | Francie Boris Neveu                                      | 95,75  |
| kajak K1 hlídky | Německo Hannes Aigner Noah Hegge Stefan Hengst   | 91,90  | Spojené království Joe Clarke Christopher Bowers Bradley Forbes-Cryans | 93,68   | Francie Boris Neveu Titouan Castryck Malo Quéméneur      | 95,67  |
| extrémní kajak  | Spojené království Joe Clarke                    |        | Francie Anatole Delassus                                               |         | Německo Stefan Hengst                                    |        |

## Ženy

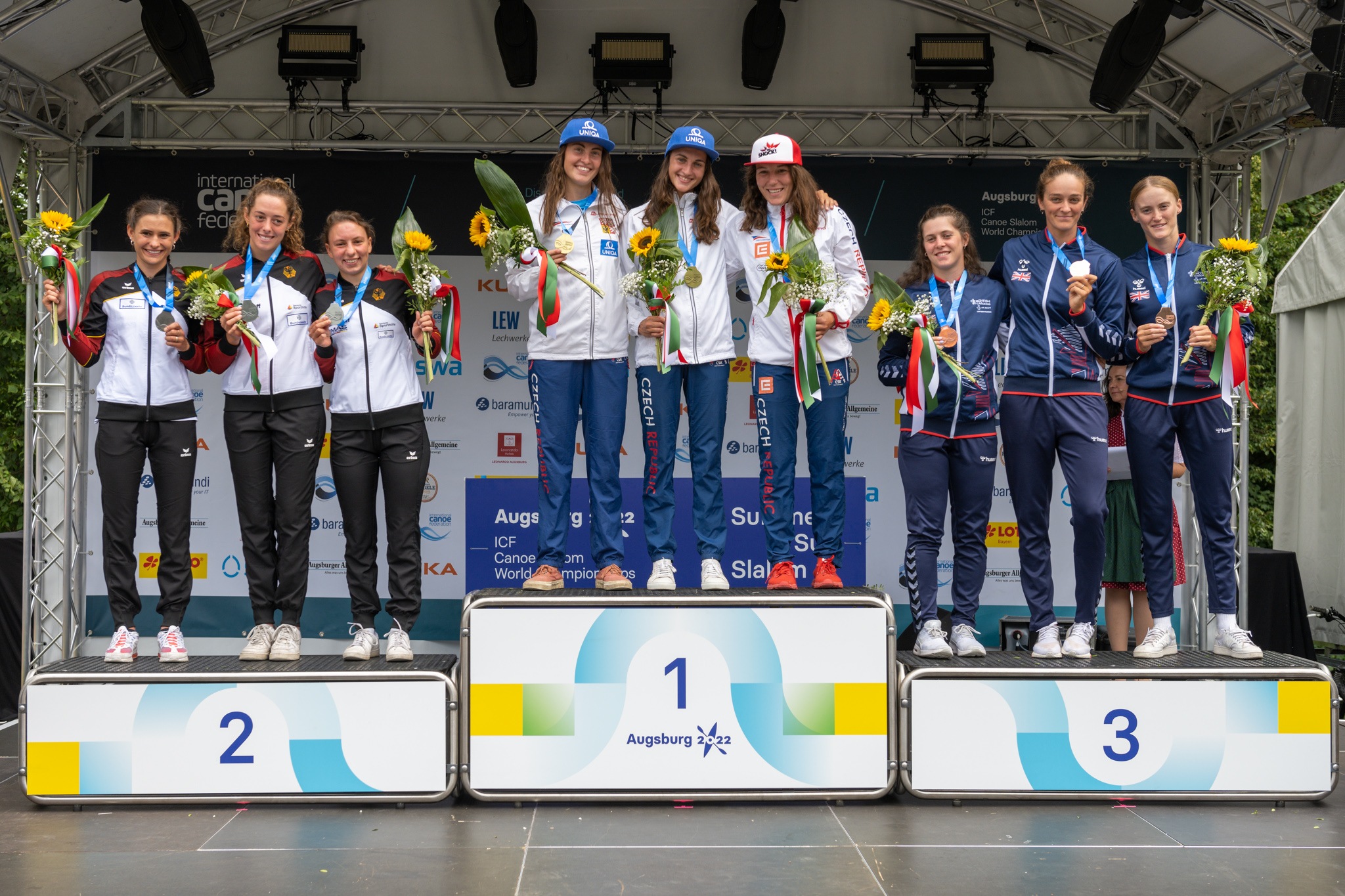
Stupně vítězů – kánoe C1 hlídky, Češky uprostřed

| Závod           | Zlato                                                       | Zlato  | Stříbro                                                     | Stříbro | Bronz                                                                       | Bronz  |
| --------------- | ----------------------------------------------------------- | ------ | ----------------------------------------------------------- | ------- | --------------------------------------------------------------------------- | ------ |
| kánoe C1        | Německo Andrea Herzogová                                    | 111,72 | Austrálie Jessica Foxová                                    | 112,64  | Spojené království Mallory Franklinová                                      | 117,05 |
| kánoe C1 hlídky | Česko Gabriela Satková Tereza Fišerová Martina Satková      | 115,35 | Německo Elena Liliková Andrea Herzogová Nele Baynová        | 116,85  | Spojené království Mallory Franklinová Kimberley Woodsová Sophie Ogilvieová | 117,85 |
| kajak K1        | Německo Ricarda Funková                                     | 101,14 | Austrálie Jessica Foxová                                    | 102,45  | Německo Elena Liliková                                                      | 103,99 |
| kajak K1 hlídky | Německo Ricarda Funková Elena Liliková Jasmin Schornbergová | 102,78 | Slovinsko Eva Terčeljová Eva Alina Hočevarová Ajda Novaková | 105,26  | Polsko Klaudia Zwolińska Natalia Pacierpniková Dominika Brzeska             | 109,25 |
| extrémní kajak  | Austrálie Jessica Foxová                                    |        | Spojené království Kimberley Woodsová                       |         | Andorra Mònica Dòria Vilarrubla                                             |        |